# Bandera de Mato Grosso
La bandera de Mato Grosso es uno de los símbolos oficiales de Mato Grosso, una de las unidades federales de Brasil.
Fue oficializada el 31 de enero de 1890 por el decreto nº 2. La autoría es del brigadier Antônio Maria Coelho, Barón de Amambaí y primer presidente del Estado después de la proclamación de la República y por lo tanto, una de las más antiguas de Brasil.
La bandera instituida en 1890, duró hasta el 8 de octubre de 1929, cuando fue abolida por la Ley nº 1046, de la autoría del Diputado Estatal Oliveira Meio. Fue, sin embargo, restablecida por el artículo 140 de la Constitución Política del Estado de Mato Grosso, del 11 de julio de 1947, manteniendo su diseño original.
Su diseño consiste en un rectángulo con proporción anchura-longitud de 7:10, con fondo azul. Sobre el fondo azul hay un diamante blanco y un círculo verde semejantes a los encontrados en la bandera de Brasil. Dentro del círculo hay una estrella de cinco puntas en oro de igual tamaño al diámetro del círculo.

## Simbolismo
Los colores principales de la bandera (azul, blanco, verde y amarillo) son los mismos de la bandera de Brasil y son una representación de la integración del estado con el Brasil, separadamente cada color tiene un significado específico.
- El azul representa el cielo;
- El blanco representa la paz;
- El verde representa la extensión territorial;
- La estrella amarilla simboliza el ideal republicano y las riquezas minerales del estado, que tanto atraían los primeros colonizadores.

La estrella también se refiere a Sirius, que en la bandera nacional simboliza el estado;

## Otras banderas

Hoja de construcción de la bandera
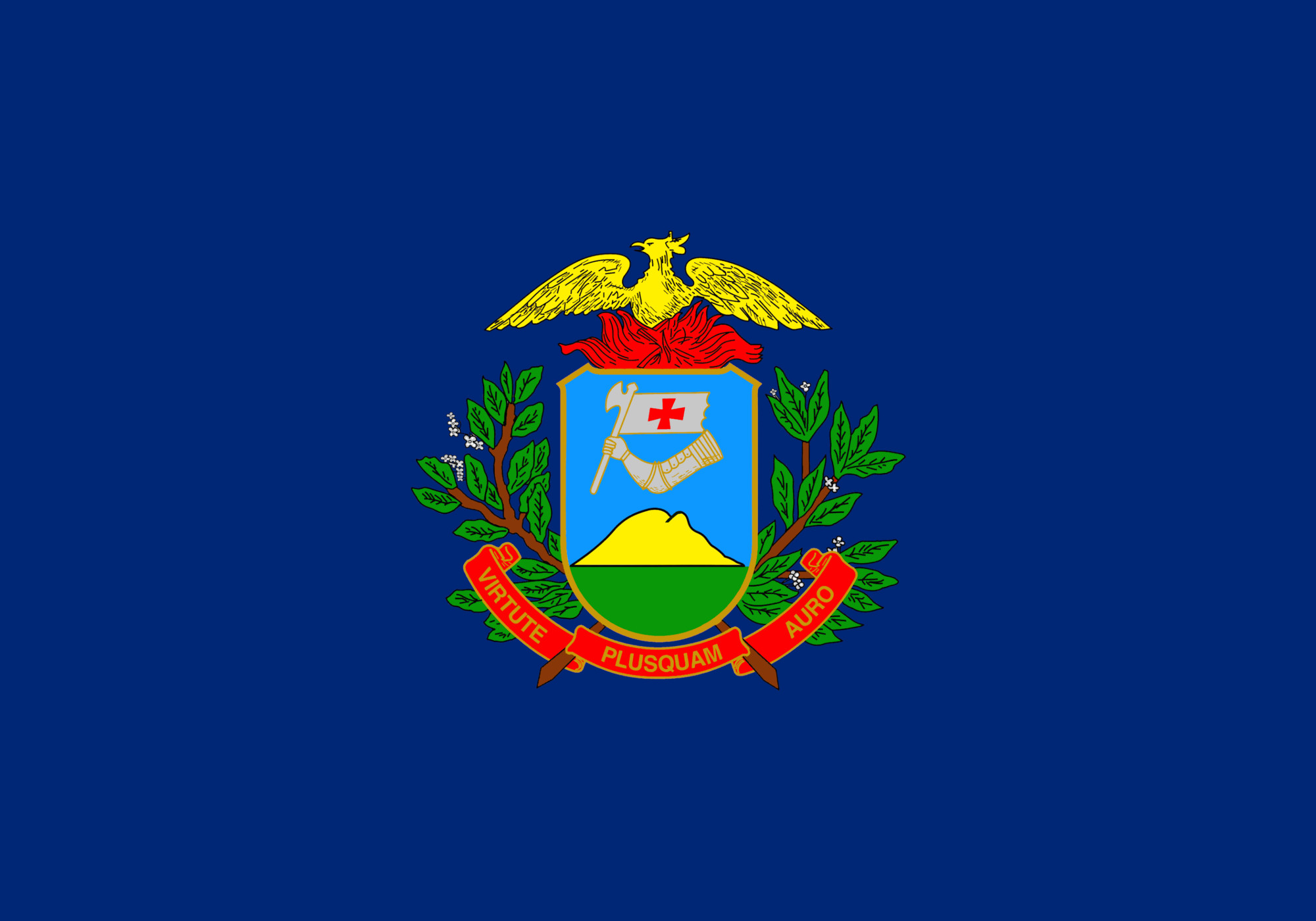
Bandera del Gobernador de Mato Grosso

- Datos: Q924444
- Multimedia: Flags of Mato Grosso / Q924444